# Староуткинський міський округ
Староу́ткинський міський округ (рос. Староуткинский городской округ) — адміністративна одиниця Свердловської області Російської Федерації.
Адміністративний центр — селище міського типу Староуткинськ.

## Населення
Населення міського округу становить 3150 осіб (2018; 3072 у 2010, 3324 у 2002).

## Склад
До складу міського округу входять 4 населених пункти:
| Населений пункт                     | Населення, осіб (2002) | Населення, осіб (2010) |
| ----------------------------------- | ---------------------- | ---------------------- |
| Волини, присілок                    | 30                     | 32                     |
| Кур'я, присілок                     | 17                     | 32                     |
| Староуткинськ, селище міського типу | 3241                   | 2969                   |
| Уткинський Завод, селище            | 36                     | 39                     |